# باتريك لانج (موزع)
باتريك لانج (بالألمانية: Patrick Lange)‏ هو موزع ألماني، ولد في أبريل 1981 في غوت في ألمانيا.

## روابط خارجية
- باتريك لنغه على موقع أول ميوزيك (الإنجليزية)